# 品達爾河

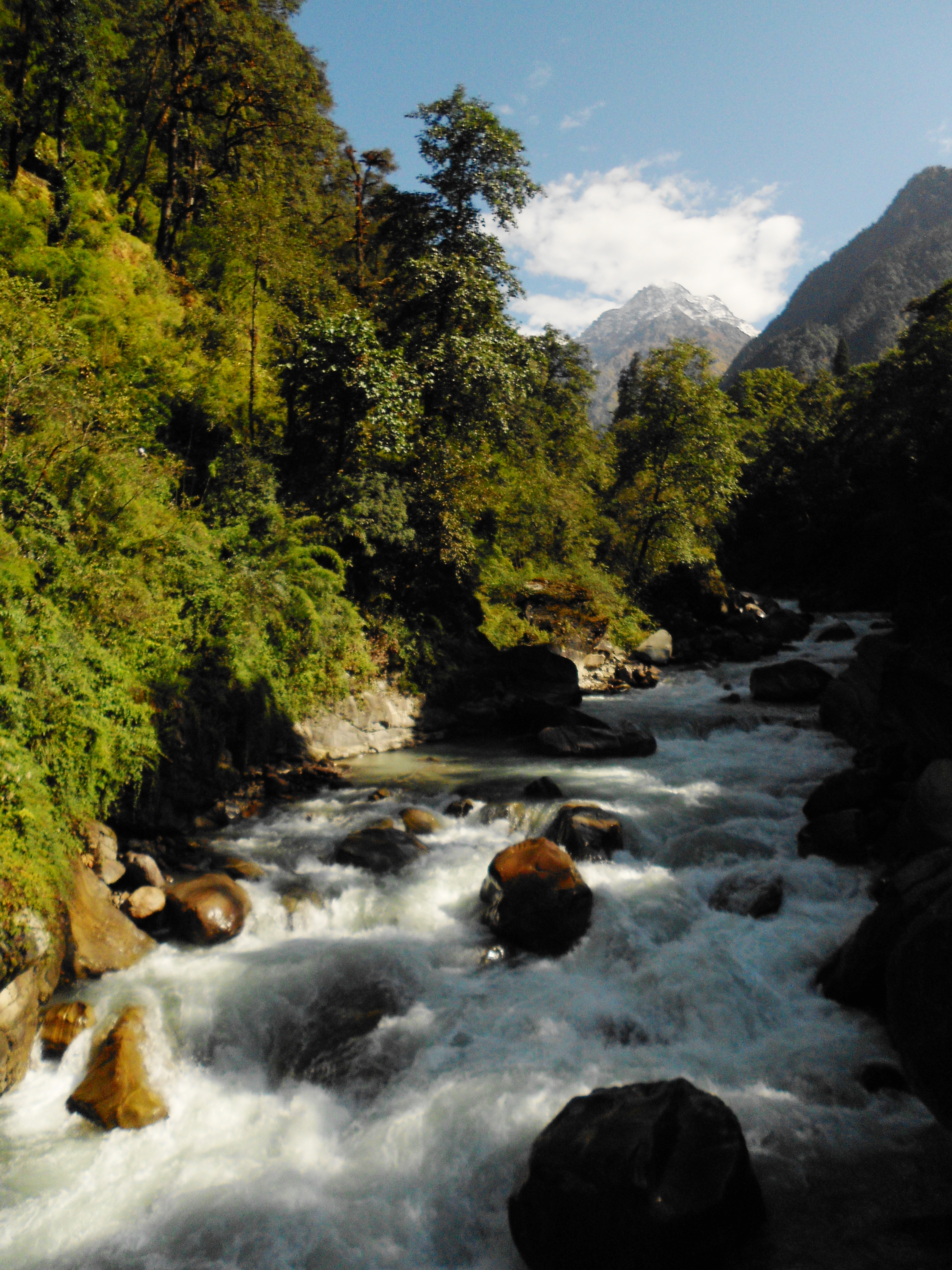
品達爾河

品達爾河（英語：Pindar River），是印度北阿坎德邦的一條河流，為恆河東源阿勒格嫩達河的主要支流之一。該河發源於巴蓋什沃爾縣北部的品達利冰川，幹流先向西流，後轉向西北流，最終於卡爾恩普拉耶格注入阿勒格嫩達河。匯流點卡爾恩普拉耶格海拔730公尺，是阿勒格嫩達河流域神聖的五個匯流點之一。